# Zaga deltae
Zaga deltae är en stekelart som först beskrevs av De Santis 1952.  Zaga deltae ingår i släktet Zaga och familjen hårstrimsteklar. Inga underarter finns listade i Catalogue of Life.